# Нова Маликла
Нова Маликла (рос. Новая Малыкла) — село в Новомаликлинському районі Ульяновської області Російської Федерації.
Населення становить 3273 особи. Входить до складу муніципального утворення Новомаликлинське сільське поселення.

## Історія
Від 2004 року входить до складу муніципального утворення Новомаликлинське сільське поселення.

## Населення
| 1959 | 1970  | 1979  | 1989  | 2002  | 2010  |
| ---- | ----- | ----- | ----- | ----- | ----- |
| 1933 | ↗2370 | ↗2908 | ↗3230 | ↗3321 | ↘3273 |